# Giuseppe Casale
Giuseppe Casale (Trani, 28 settembre 1923 – Vallo della Lucania, 18 maggio 2023) è stato un arcivescovo cattolico italiano.

## Biografia
Nacque il 28 settembre 1923 a Trani.

### Formazione e ministero sacerdotale
Laureato in teologia presso la Facoltà "San Luigi" di Napoli, fu ordinato presbitero il 3 febbraio 1946.
Dal 1949 al 1953 insegnò storia ecclesiastica e civile presso i seminari regionali di Chieti e di Molfetta e dal 1955 al 1964 fu vice-assistente nazionale della Gioventù Italiana di Azione Cattolica. Negli anni sessanta si avvicinò alla pastorale del lavoro, prima nell'ambito del Movimento degli artigiani cristiani, di cui fu consulente ecclesiastico nazionale, e poi nel Gruppo sacerdotale nazionale per la pastorale del mondo del lavoro, per il quale si occupò di prevalentemente di formazione professionale. Esperto di catechesi, fu autore di numerose pubblicazioni per l'insegnamento della religiose cattolica nelle scuole e per l'Azione Cattolica e fu membro del Consiglio dell'Ufficio catechistico nazionale e del gruppo che preparò il nuovo Catechismo dei Giovani.

### Ministero episcopale
Il 26 ottobre 1974 papa Paolo VI lo elesse vescovo di Vallo della Lucania: ricevette l'ordinazione episcopale l'8 dicembre 1974, consacrante il cardinale Sebastiano Baggio, co-consacranti gli arcivescovi Gaetano Pollio, P.I.M.E., e Giuseppe Carata.
Giornalista pubblicista dal 1959, da vescovo di Vallo della Lucania Casale collaborò intensamente con alcune testate giornalistiche, in particolare Avvenire e Il Mattino, per il quale tenne la rubrica domenicale I passi e il destino. Nel 1988 fu tra i fondatori del Centro studi sulle nuove religioni, che si proponeva di studiare il pluralismo religioso e l'insorgenza di nuovi fenomeni religiosi.
Dopo oltre tredici anni di ministero episcopale nella piccola diocesi campana, il 7 maggio 1988 fu nominato arcivescovo metropolita di Foggia-Bovino. Il 29 settembre 1991 presiedette l'ordinazione episcopale del vescovo Mario Paciello. Al compimento dei 75 anni, rassegnò le dimissioni per raggiunti limiti d'età, che vennero accolte il 27 maggio 1999. In seguito conservò il titolo di arcivescovo emerito di Foggia-Bovino.
Morì nella serata del 18 maggio 2023 a Vallo della Lucania all'età di 99 anni, presso la comunità delle suore Ancelle di Santa Teresa del Bambin Gesù. Il giorno seguente fu celebrato il funerale nella cattedrale di San Pantaleone di Vallo dall'arcivescovo Ciro Miniero. Riposa nella cappella delle Ancelle di Santa Teresa del Bambin Gesù nel locale cimitero.

## Pensiero
L'episcopato foggiano si contraddistinse sin dall'inizio per l'attenzione alla giustizia sociale e per l'opposizione al dilagare della malavita organizzata. I suoi numerosi interventi nel dibattito pubblico, anche al di fuori della materia ecclesiale, gli assicurarono una visibilità che travalicava i confini dell'arcidiocesi e che gli diedero fama di vescovo progressista.
Anche da arcivescovo emerito continuò ad intervenire nel dibattito pubblico: a suo avviso "la Chiesa patisce troppo la sua incapacità di dialogare con il mondo moderno: mentre un tempo è stata guidata dalle riforme del Concilio Vaticano II, ora ci difendiamo" quando invece "occorre rompere questa mentalità e aprire il dibattito, pensando che la Chiesa non dovrebbe difendere il vecchio, ma il nuovo che è Gesù". Nel solco di questa posizione auspicò una maggiore collegialità nella Chiesa e, in materia di pastorale, propose la nomina di donne cardinale, e mostrò aperture sui temi dell'eutanasia e dell'accoglienza degli omosessuali nella Chiesa.

## Pubblicazioni
- Per riformare la Chiesa. Appunti per una stagione conciliare, Edizioni La Meridiana, 2010

### Lettere pastorali
- Il Signore ha visitato e redento il suo popolo. Vallo della Lucania (1984)
- Colui che è tra noi. Vallo della Lucania (1986)
- Comunione e missione. Foggia (1988)
- Da cristiani nella Città. Foggia (1990)
- Ricevete lo Spirito Santo e siate forti nella Fede. Foggia (1990)
- Guai a me se non annunzio Cristo. Foggia (1991).
- Nuova religiosità e nuova evangelizzazione. Foggia (1993)
- Famiglia, comunità evangelizzante. Foggia (1994)
- La Chiesa di Foggia-Bovino in cammino verso il 2000. Foggia (1995)
- Bagliori di Fuoco. Foggia (1998)
- Lo vide e gli corse incontro. Foggia (1998)

## Genealogia episcopale e successione apostolica
La genealogia episcopale è:
- Cardinale Scipione Rebiba
- Cardinale Giulio Antonio Santori
- Cardinale Girolamo Bernerio, O.P.
- Arcivescovo Galeazzo Sanvitale
- Cardinale Ludovico Ludovisi
- Cardinale Luigi Caetani
- Cardinale Ulderico Carpegna
- Cardinale Paluzzo Paluzzi Altieri degli Albertoni
- Papa Benedetto XIII
- Papa Benedetto XIV
- Cardinale Enrico Enriquez
- Arcivescovo Manuel Quintano Bonifaz
- Cardinale Buenaventura Córdoba Espinosa de la Cerda
- Cardinale Giuseppe Maria Doria Pamphilj
- Papa Pio VIII
- Papa Pio IX
- Cardinale Alessandro Franchi
- Cardinale Giovanni Simeoni
- Cardinale Antonio Agliardi
- Cardinale Basilio Pompilj
- Cardinale Adeodato Piazza, O.C.D.
- Cardinale Sebastiano Baggio
- Arcivescovo Giuseppe Casale

La successione apostolica è:
- Vescovo Mario Paciello (1991)